# Lorenzo Squizzi
Lorenzo Squizzi (Domodossola , 20 de junho de 1974) é um futebolista italiano, goleiro da equipe Associazione Calcio Chievo Verona é considerado o segundo goleiro da equipe, atua desde de 2005, e joga com a número 18.

## Títulos
- Campeonato Italiano 1

Juventus: 1994-1995
- Campeonato Italiano Serie B

Chievo Verona: 2007-2008